# 格拉登巴赫
格拉登巴赫是德国黑森州的一个市镇。总面积72.28平方公里，总人口12123人，其中男性5925人，女性6198人（2011年12月31日），人口密度168人/平方公里。